# 日本スケッチ
大管弦楽のための「日本スケッチ」（Japanische Skizzen für grosses Orchester）は、日本の作曲家、貴志康一が作曲した管弦楽曲。しばしば交響組曲「日本スケッチ」と呼称される。

## 概要
作曲年代は詳らかにされていないが、恐らく作曲者が3度目にヨーロッパに渡ったベルリン留学時の1934年であろうと思われる。世界初演は1934年11月18日に作曲者指揮のベルリン・フィルハーモニー管弦楽団の演奏で、自作の交響曲「仏陀」と共に旧ベルリン・フィルハーモニーで初演された。日本初演は1942年7月31日、NHK大阪放送局に於いて斎藤登指揮、大阪放送管弦楽団によって「日本の写生」として行われた。

## 編成
おおむね三管編成をとる。きわめて大規模な打楽器群が目を引く。
- 木管楽器

ピッコロ1、フルート3、オーボエ2、クラリネット2（B♭管）、バスクラリネット1、ファゴット2、コントラファゴット1（第3曲のみ）、アルトサックス1
- 金管楽器

ホルン4、トランペット3、トロンボーン3、テューバ1
- 打楽器

ティンパニ、バスドラム、スネアドラム、シンバル、タンブリン、トライアングル、カスタネット、グロッケンシュピール、ウッドブロック、鞭、ハープ
- 弦楽器

第1ヴァイオリン、第2ヴァイオリン、ヴィオラ、チェロ、コントラバス

## 構成
4曲からなる組曲の形式である。

### 第1楽章：市場
Markttrubel
極めて標題的な作品で、市場の喧噪と夕暮れ時の倦怠感が対比された三部形式の曲である。第一部では市場の喧噪が描かれ、市場の活気ある姿が映し出される。しかし次第に人波が減ってゆき、夕暮れの物憂い情景がえがかれる。ここではアルト・サックスが非常に効果的に使われている。その後、再び市場は活気を取り戻し、喧噪のなか曲を閉じる。なお、レコード化の際には"Markttrubel in einer japanischen Stadt"と題された。

### 第2楽章：夜曲
Melodien einer Nacht - mit Benutzung eines japanischen Volksliedes
夜の物憂い雰囲気を表した美しい曲である。冒頭に歌謡曲「君恋し」（詞：時雨音羽、曲：佐々紅華）がファゴットで引用されて始まる。さらに日本の民謡風の旋律が続き、独奏ヴァイオリンが合いの手を入れる。最後に「君恋し」が再帰して曲は終わる。

### 第3楽章：面
Unheimliche Masken
前曲と打って変わって諧謔的な曲である。この曲はほかの曲と異なり、貴志がかつて祖母の家で見た能面の印象が元になっていると思われ、極めて印象派風の趣をもった曲である。Molto vivace　5/8拍子で、クラリネットがスタッカートで日本的な旋律を奏して始まる。対照する第二主題が登場し、交互に繰り返され、穏やかな中間部を経て冒頭の音楽が回帰し、曲は終わる。

### 第4楽章：祭り
Volksfest
作曲者は大変お祭りが好きだったようで、大阪の天神祭りにもよく行っていたようである。しかし、この曲に描かれているのはそのような大都会の祭りではなく、田舎の農村の秋祭りのようで、素朴な趣がある。曲はA-B-A2-C-A3-B-A4-コーダというロンド風の複合三部形式で、最初Molto vivace　2/4拍子で、ファゴットのリズムに乗ってホルンが浮き浮きと弾むようなリズムの旋律を奏する。さらに長調の別の主題も現れる。この二つをロンド主題と呼ぶことができよう。これが発展してAの部分を終える。Bの部分は非常に抒情的で、独奏ヴァイオリンが活躍する。A2は、素材はAと同じであるが管弦楽法やデュナミークが大きく異なり、非常に異なった印象を与える。Cは物憂げで美しい部分で、アルト・サックスの独奏が極めて効果的に使われ、我々はここに貴志が印象派音楽に傾倒し、ドビュッシーに私淑していたことの影響をみることができる。この部分は、特にフランス音楽の管弦楽法の影響を顕著に認めることのできる部分である。A3の部分は非常に簡素化されている。B2はほぼBと同じである。続いて移行部があり、A4に入る。A4ではロンド主題が華やかに再現され、そのままコーダに入り、華やかに曲を閉じる。

## 録音
- 指揮：貴志康一／ベルリン・フィルハーモニー管弦楽団（1934年）ビクター　VICC-5011（CD化は1991年。一部は1978年にLP化された。貴志の指揮芸術に接することのできる貴重な音源である。しかし、当時のSPレコードの録音時間の制約などから、一部にカットがある）
- 指揮：朝比奈隆／大阪フィルハーモニー交響楽団（LP）（1978年）東芝EMI　LRS-613（「市場」「夜曲」のみ）
- 指揮：小松一彦／東京都交響楽団（1990年）ビクター　VICC-40（貴志の生誕80周年記念演奏会のライヴ）

## 参考資料
- 毛利アーカイヴス - ウェイバックマシン（2003年4月6日アーカイブ分）
- 日下徳一「貴志康一―よみがえる夭折の天才」2001年　音楽之友社
- ビクター　VICC-5011の小石忠男によるライナーノート